# Guy Dugdale
Guy Carol Dugdale (* 9. April 1905 in Stratford-upon-Avon; † 4. September 1982 in London) war ein britischer Bobfahrer.

## Leben
Guy Dugdale war ein Enkel von Charles Greville, 7. Earl of Warwick. Aufgrund seines Adelsgeschlechts verbrachte er regelmäßig die Winter in der Schweiz. Bei den Olympischen Winterspielen 1936 gewann Dugdale zusammen mit James Cardno und Charles Green und Pilot Frederick McEvoy auf der Olympia-Bobbahn Rießersee die Bronzemedaille im Viererbob-Wettkampf.
Während des Zweiten Weltkriegs diente Dugdale im Wiltshire Regiment der British Army.
Kurz vor Beginn der Olympischen Sommerspiele 2012 in London wurde Dugdales Bronzemedaille von 1936 für 15.000 Pfund versteigert.